# Фербанкс Норт Стар (Аљаска)
Фербанкс Норт Стар (енгл. Fairbanks North Star) град је у америчкој савезној држави Аљаска.

## Демографија
По попису из 2010. године број становника је 97.581, што је 14.741 (17,8%) становника више него 2000. године.
| Група             | 2000.          | 2010.          |
| Белци             | 62.942 (76,0%) | 72.259 (74,1%) |
| Афроамериканци    | 4.843 (5,8%)   | 4.423 (4,5%)   |
| Азијати           | 1.720 (2,1%)   | 2.591 (2,7%)   |
| Хиспаноамериканци | 3.440 (4,2%)   | 5.651 (5,8%)   |
| Укупно            | 82.840         | 97.581         |